# Liste bulgarisch-portugiesischer Städte- und Gemeindepartnerschaften
Diese Liste bulgarisch-portugiesischer Städte- und Gemeindepartnerschaften führt die Städte- und Gemeindefreundschaften zwischen den Ländern Bulgarien und Portugal auf.
Bisher gingen Kommunen beider Länder 15 Gemeindepartnerschaften miteinander ein oder bahnten sie an (Stand 2010). Sie sind ein Ausdruck der bulgarisch-portugiesischen Beziehungen, die sich seit der Neuausrichtung der portugiesischen Außenpolitik nach der linksgerichteten Nelkenrevolution 1974 und dem folgenden Ende der semi-faschistischen Estado Novo-Diktatur in Portugal entwickelten und mit dem EU-Beitritt Bulgariens 2007 eine weitere Annäherung erlebten. Die erste bulgarisch-portugiesische Städtefreundschaft gingen 1976 Stara Sagora und Barreiro ein.

## Liste der Städtepartnerschaften und -freundschaften
| Bulgarischer Ort  | Portugiesischer Ort  | Seit      | Anmerkung                                           |
| ----------------- | -------------------- | --------- | --------------------------------------------------- |
| Chaskowo          | Santarém             | 1982      |                                                     |
| Chaskowo          | Viseu                | 2008      |                                                     |
| Gorna Orjachowiza | Sousel               | ungenannt |                                                     |
| Ichtiman          | Ílhavo               | 2007      |                                                     |
| Pasardschik       | Santarém             | ungenannt | Kooperationsabkommen                                |
| Plewen            | Ponta Delgada        | 2007      |                                                     |
| Pernik            | Ovar                 | 1998      |                                                     |
| Prawez            | Serpa                | 2008      |                                                     |
| Sliwo Pole        | Samuel               | 2007      | im Rahmen der European Charter – Villages of Europe |
| Sofia             | Lissabon             | 2001      | Kooperationsabkommen                                |
| Stara Sagora      | Barreiro             | 1976      |                                                     |
| Swischtow         | Barcelos             | 2000      | Kooperationsabkommen                                |
| Swoge             | Montijo              | 2010      |                                                     |
| Targowischte      | Santa Maria da Feira | 2002      |                                                     |
| Trjawna           | Sesimbra             | 2011      | im Rahmen der Douzelage                             |